# وارين ستريت (محطة مترو أنفاق لندن)
وارين ستريت (بالإنجليزية: Warren Street)‏ هي إحدى محطات مترو أنفاق لندن. تقع على خط نورذيرن وفيكتوريا أفتتحت في المنطقة (Zone) رقم 1 أفتتحت في 22 يونيو 1907.
{{محطات فتحت المحطة يسكة حديد بين يوستون وهامبستيد في 22 يونيو 1907 تحت اسم اسم شارع ايوستن وفي العام التالي تغير الاسم إلى وارن ستريت وللمحطة خطين ؛ خط فكتوريا، الخط الشمالي.
والخط الشمالي كان موقع تصوير فيلم (Death Line) خطر الموت إنتاج عام 1972والمحطة حاليا خاضعة لعملية تجديد وصيانة(ابتداء من صيف 2008).

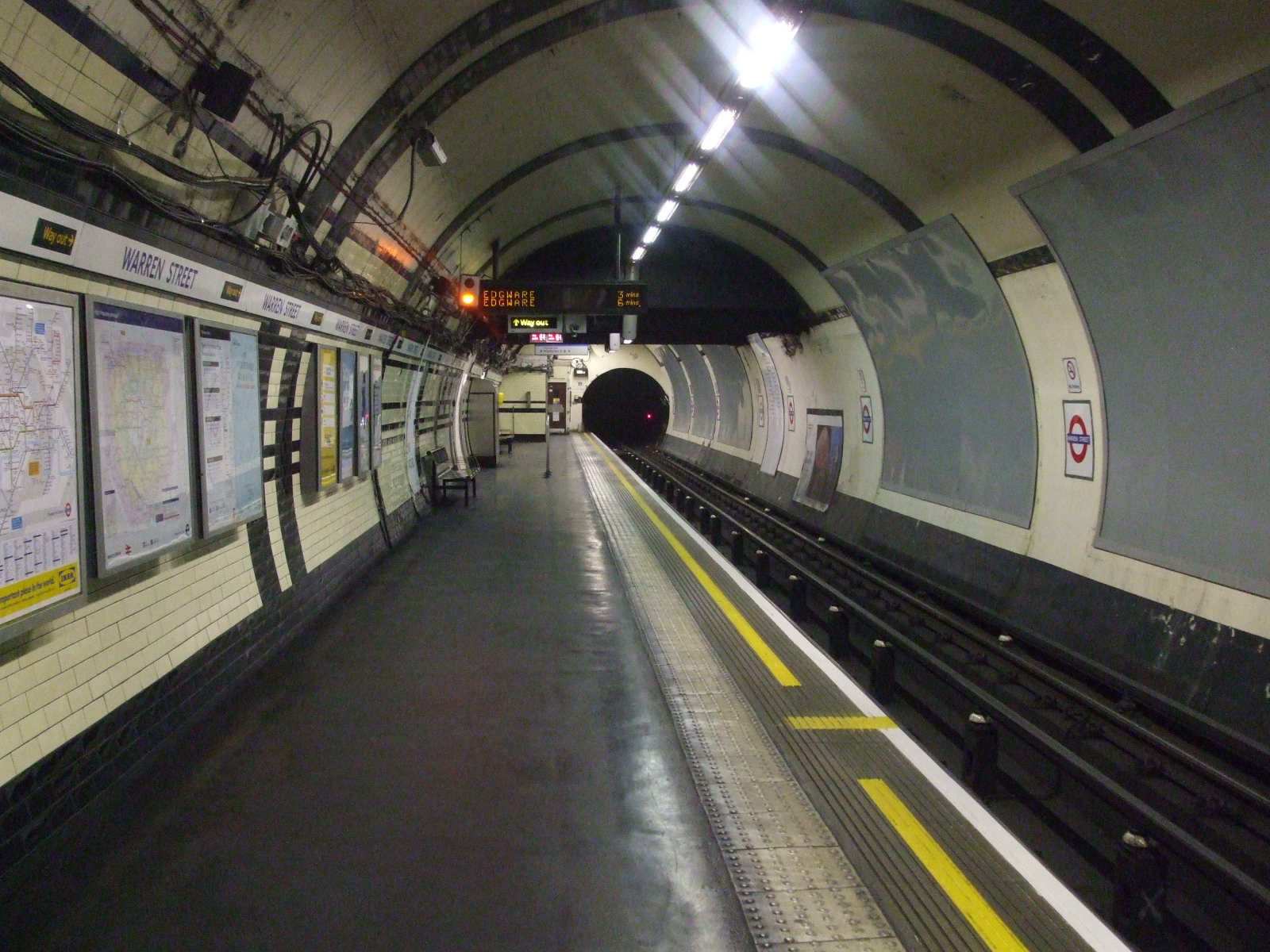
الخط الشمالي، تموز 2008
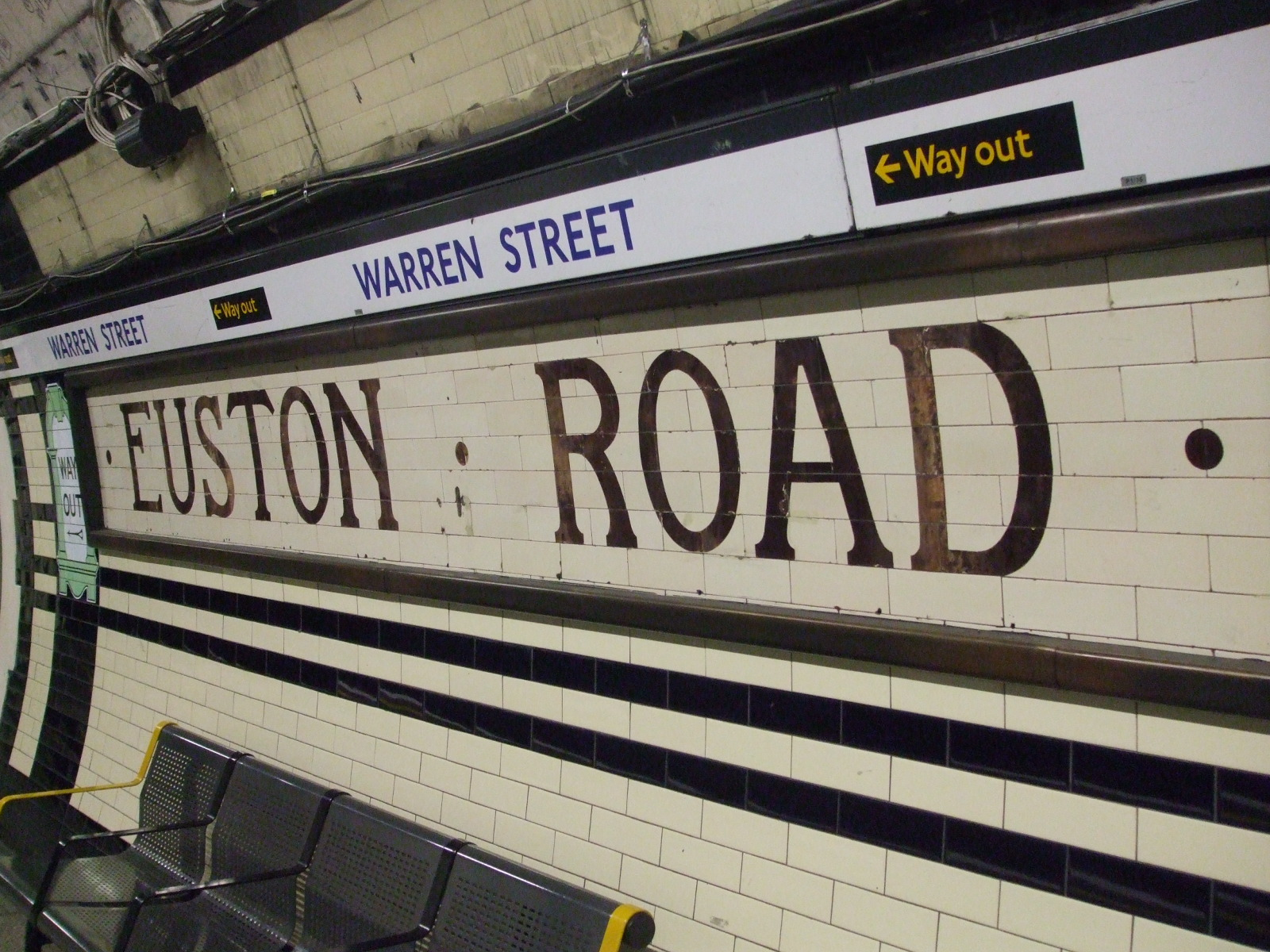
Tiling on Northern line southbound platform, revealing the former station name, Euston Road
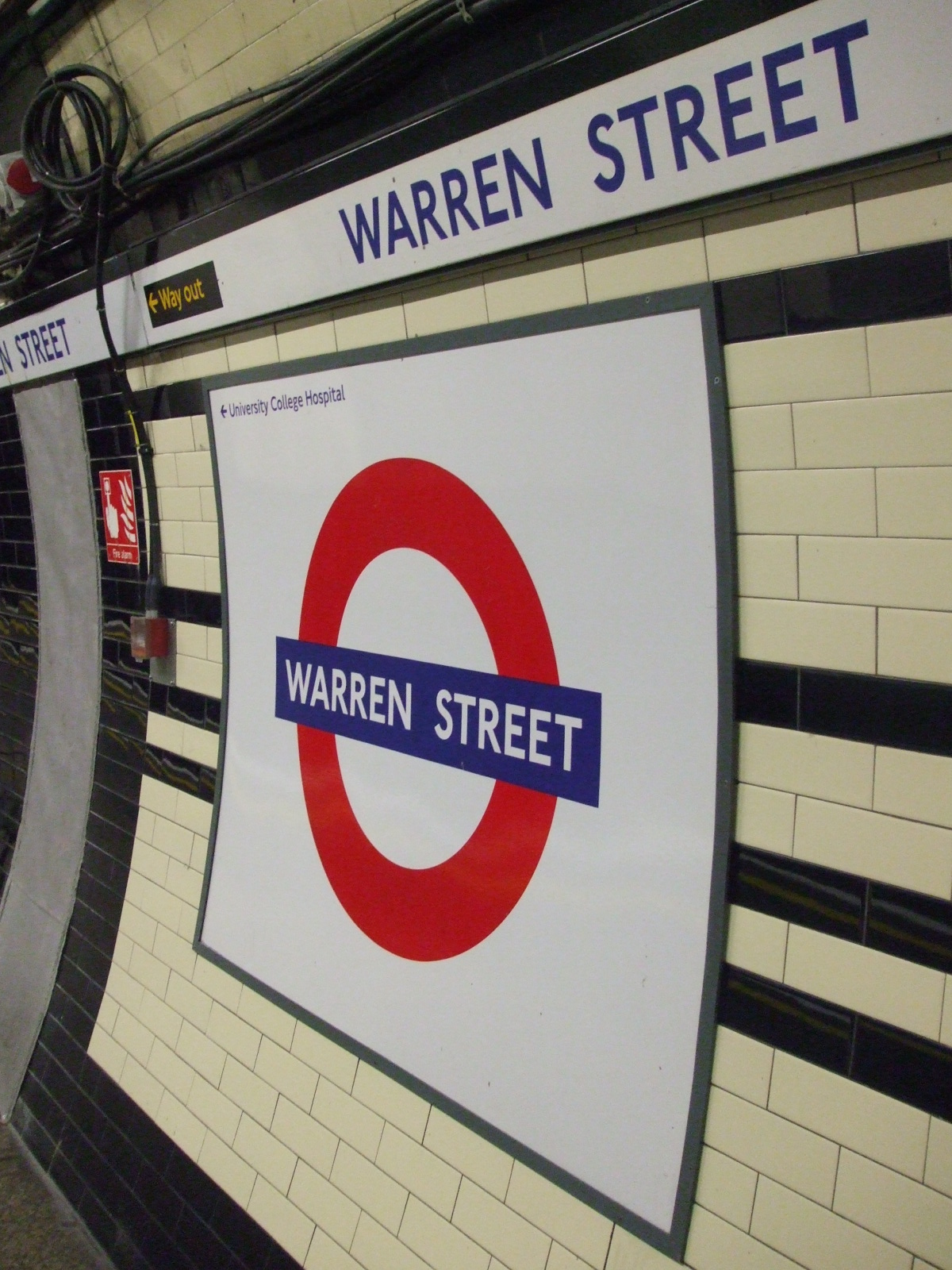
Roundel on Northern line platform
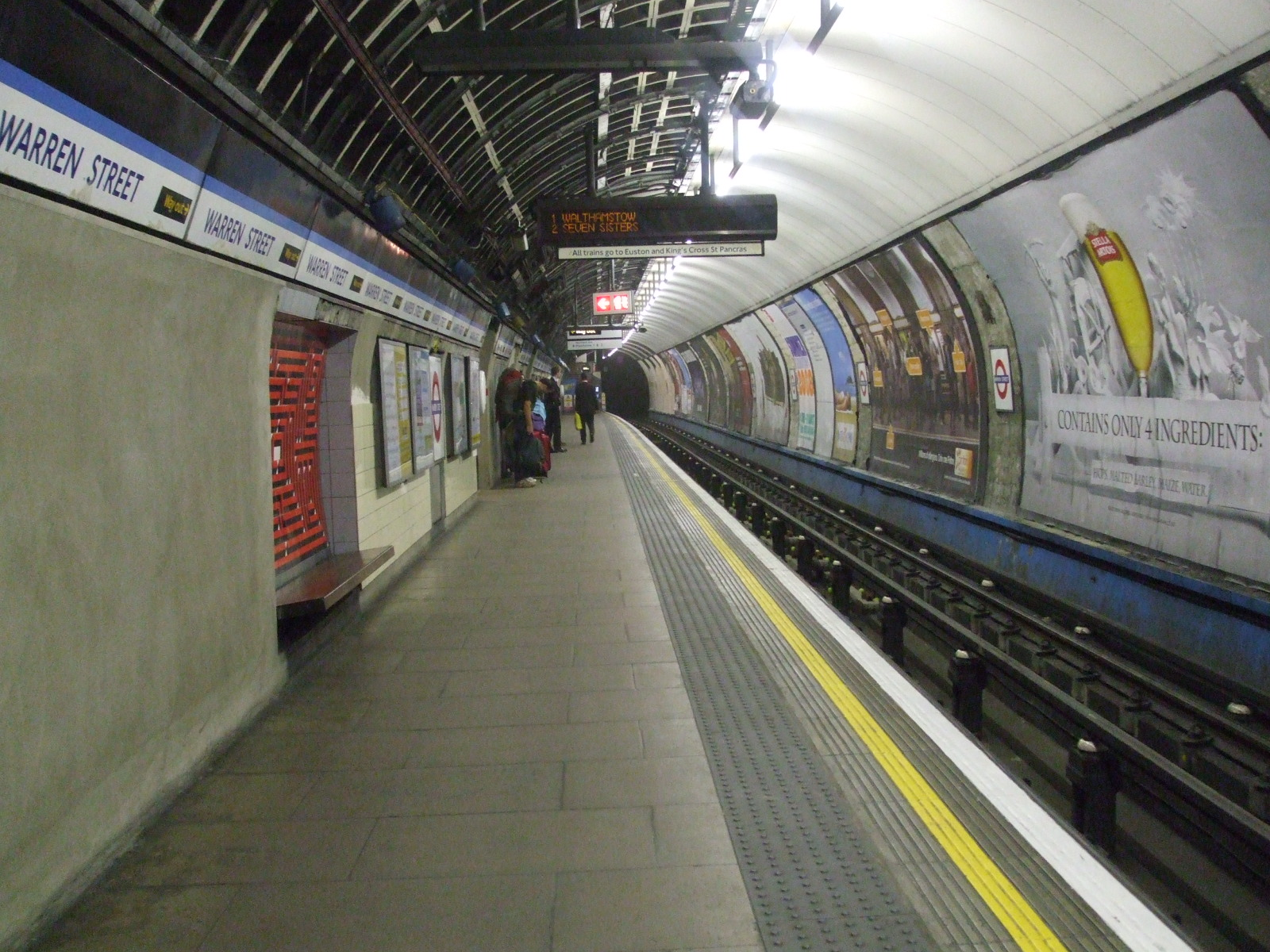
خط فكتوريا، تموز 2008
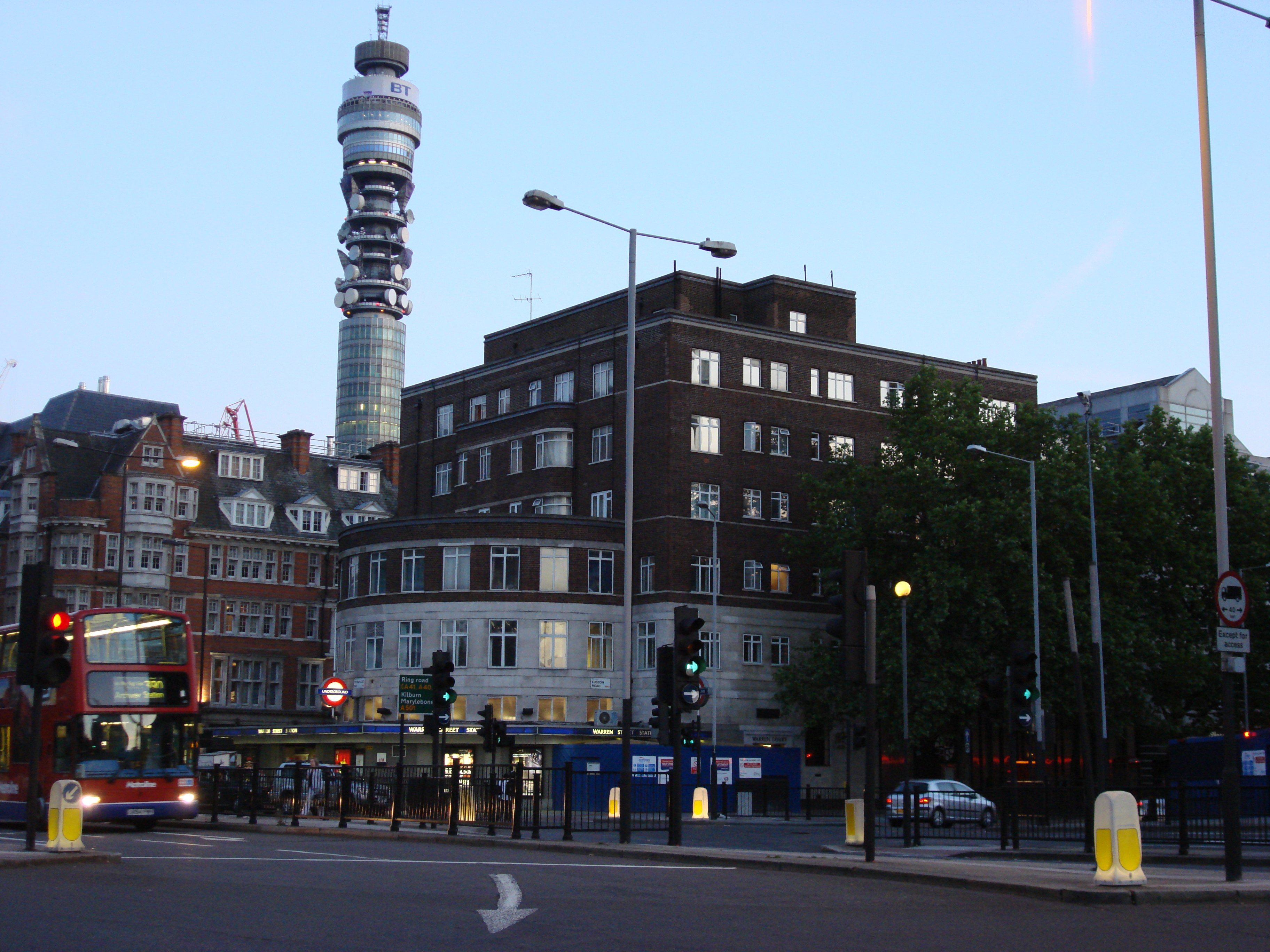
Warren Street station viewed from the north-east across Euston Road